# بريان جريس

## جامعة
وفي عام 1993درس بجامعة ميشيغان. بعد سنة قميصه الاحمر ، بدأ اللعب خلال موسم سنة 1994 لم يظهر بشكل كبير. في عام 1995، استفاد من إصابة لاعب الوسط سكوت دريسباخ لخمس مباريات متتالية ليتحصل على مركز البداية. في بداية موسم 1996، عاد دريسباخ إلى مركزه الأساسي ولعب جريس في فريق المقامرة الخاص. عاد غرايز كبداية وأنهى الموسم بخسارة في اوتباك بوول .

## احترافي
تم اختيار براين غرايز في الجولة الثالثة من 1998 NFL درافت بواسطة درنفدو برونكوس مع الاختيار الحادي والتسعين. لقد بدأ كنسخة احتياطية لـ rبابي بريستر و جون الوايز . في موسمه الأول في اتحاد كرة القدم الأميركي، فاز بـ البويل الممتاز مع فريق برونكوس لكنه لعب بشكل أساسي كبديل. في عام 1999، أعلن إلواي اعتزاله، وتم تكليف جريس باستبدال الأسطورة. لقد قضى موسمًا جيدًا قبل موسما كان به متالقا في عام 2000 حيث تم اعتراضه 1.2 فقط ٪ من تمريراته (أفضل متوسط لموسم 2000) وحصل على أفضل تصنيف QB (تقييم لاعبي الوسط خلال مباراة، شهر، موسم، مسيرة) لموسم 2000 بـ 102.9. تم اختياره لبطولة برو بول الوحيدة له.
1. ↑  Pro Football Reference (بالإنجليزية), Sports Reference, LLC, QID:Q7246590